# Forcipestricis
Forcipestricis is een geslacht van vliesvleugeligen uit de familie Encyrtidae. De wetenschappelijke naam van dit geslacht is voor het eerst geldig gepubliceerd in 1968 door Burks.

## Soorten
Het geslacht Forcipestricis omvat de volgende soorten:
- Forcipestricis dasys Hayat, 2003
- Forcipestricis gazeaui Burks, 1968
- Forcipestricis magnioculis Hayat, 2003
- Forcipestricis portoricensis Gordh, 1975
- Forcipestricis sordidus (Howard, 1897)
- Forcipestricis yrmae López, 2003